# Faxe Bryggeri
Faxe Bryggeri este o companie daneză producătoare de bere, fondată în 1901 în orașul Faxe de pe insula Sjælland. Compania a fost înființată de Conrad Nielsen, împreună cu soția sa, Nikoline, sau, după altă sursă, cu socrul său, Rasmus Nielsen, sub numele de Fakse Dampølsbryggeri și, după moartea prematură a lui Conrad, s-a extins și dezvoltat în prima jumătate a secolului al XX-lea sub conducerea tinerei văduve, fiind denumită Faxe Bryggeri în 1928.
Faxe Bryggeri a fuzionat în anul 1989 cu Jyske Bryggerier A/S, fiind formată astfel o nouă companie denumită Bryggerierne Faxe Jyske A/S, redenumită în 1992 Bryggerigruppen A/S și dezvoltată apoi la 11 mai 2005 în concernul Royal Unibrew. Concernul Royal Unibrew are două unități de producție (Faxe și Odense) în Danemarca, iar sediul său este în orașul Faxe.
Compania este cunoscută în principal pentru berile sale tari cu un conținut ridicat de alcool (8% și 10% pentru piața americană, 5% pentru piața germană), îmbuteliate în cutii de 1 litru. Pe lângă bere, fabrica produce băuturi răcoritoare autohtone ca Faxe Kondi⁠(d), Egekilde⁠(d), Nikoline⁠(d), Ceres Red Soda, Thor Passion și Albani Tonic Water, precum și băuturi răcoritoare americane sub licență ca Pepsi, 7 Up și Mirinda.

## Istoric

### Fondare și dezvoltare
Fabrica de bere⁠(d) Fakse Dampølsbryggeri a fost fondată în 1901 în orașul Faxe de pe insula Sjælland (Danemarca) de către fabricantul de bere Conrad Nielsen (1866–1914), împreună cu soția sa, Nikoline (1874–1951), sau, după altă sursă, cu socrul său, comerciantul de bere Rasmus Nielsen (1840–1914). Fabrica de bere a funcționat la început în casa familiei. Producția fabricii nu era continuă, ci de trei ori pe săptămână, în funcție de cererea locală, iar trei dintre fiii lui Conrad (Kaj, Carl Wilhelm și Helmer) au lucrat acolo încă de la o vârstă fragedă. În decursul timpului, afacerea a început să se dezvolte și numărul clienților a crescut constant, în ciuda concurenței altor fabrici de bere mai mari.

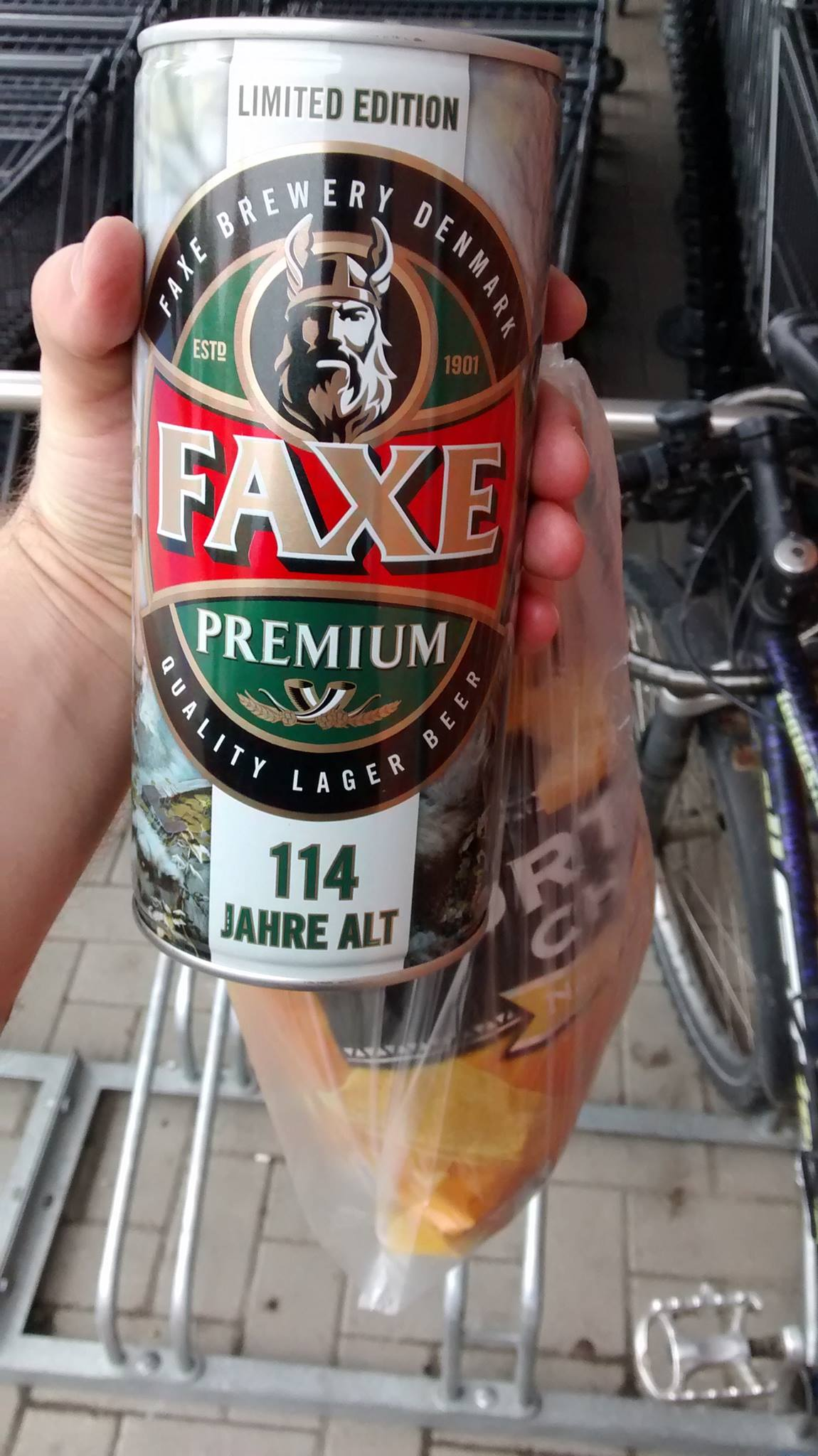
Faxe Premium Beer

În anul 1914, când a izbucnit Primul Război Mondial, Conrad Nielsen a murit, iar tânăra sa văduvă, Nikoline, fiica lui Rasmus, a preluat conducerea companiei și a continuat producția de bere. Nikoline se implicase din copilărie în afacerea tatălui ei și apoi încă de la început în activitatea fabricii de bere. Fabrica de bere a fost mutată în anul următor într-o clădire nouă, unde au funcționat activitățile de producție și de îmbuteliere. Timpul zilnic de lucru era oficial de 10 ore, dar toată lumea lucra până când Nikoline anunța încheierea zilei de lucru. În acea vreme, compania avea 6 angajați, 4 cai, 2 câini, 2 camioane mari trase de cai și o remorcă. Compania s-a dezvoltat încet, dar sigur, sub conducerea ei, prin autofinanțare, deoarece Nikoline a refuzat să apeleze la credite, și s-a transformat în anul 1928 într-o companie regională denumită Faxe Bryggeri, Malt- og Mineralvandsfabrik. Producția companiei s-a diversificat în cursul anilor 1920 prin includerea apei minerale, care a fost vândută, împreună cu berea, în zona de sud a provinciei Sjælland, precum și în insulele Bornholm, Lolland și Falster⁠(d) și în zona metropolitană a Copenhagăi.
Creșterea producției a necesitat extinderea fabricii de bere în 1935, ceea ce a creat probleme în ceea ce privește alimentarea cu apă. La sfatul profesorului de geologie A. Rosenkrantz, directorul Muzeului de Mineralogie din Copenhaga⁠(d), s-a efectuat un foraj adânc, care a ajuns la 80 de metri, în urma căruia a fost descoperită într-un strat de calcar o sursă de apă limpede, superioară în acea vreme din punct de vedere calitativ tuturor surselor din restul Danemarcei. Apa s-a dovedit a fi excelentă atât ca apă minerală, cât și pentru a fi folosită în producerea de bere. Compania a dobândit astfel un avantaj competitiv și a produs, începând din 1938, bere lager bavareză și alte sortimente mai tari de bere.

### Expansiunea companiei în primele decenii postbelice
În anul 1945 Nikoline Nielsen s-a retras de la conducerea executivă a companiei, transmițând această sarcină fiilor ei. Faxe Bryggeri a fost condusă în parteneriat de cei trei fii ai Nikolinei: Kaj, Carl Wilhelm și Helmer și s-a extins constant, iar în anul 1956 a fost transformată într-o societate cu răspundere limitată, cu un capital social de 3 milioane de coroane daneze. În anul 1960, după moartea ultimului din cei trei fii ai Nikolinei, conducerea companiei Faxe Bryggeri a fost preluată în 1960 de nepotul Nikolinei, Bent Bryde-Nielsen. În acei ani au fost efectuate o serie de investiții majore în modernizarea instalațiilor de producție și îmbuteliere, în crearea de noi produse și în introducerea unor noi modele de marketing, care au avut ca efect creșterea cotei de piață și extinderea rețelei de distribuție la nivel național.

### „Der grosse Däne”
Faxe a devenit treptat una dintre cele mai dinamice fabrici de bere din Danemarca, fiind prima care a lansat berea draught⁠(d) nepasteurizată în cutii (doze). Sortimentul de bere Faxe Fad a dobândit o cotă de piață tot mai mare pe piața daneză, iar în anul 1971 a fost lansată băutura răcoritoare carbogazoasă Faxe Kondi⁠(d), dezvoltată în colaborare cu fotbalistul și medicul sportiv Knud Lundberg⁠(d).
Compania s-a extins în anii următori prin achiziționarea unor fabrici concurente: Odin Bryggeriet⁠(d) din Viborg (fondată în 1832, producătoare a mărcilor Prinsens Bryg, Odin Pilsner și Viborg Pilsner) în 1978 și Lolland-Falsters Bryghus⁠(d) din Nykøbing Falster (fondată în 1866) în 1983. Lolland-Falsters Bryghus a devenit o filială a fabricii Odin Bryggeriet. Fabrica Odin Bryggeriet a fost închisă în 1988, după 156 de ani de funcționare neîntreruptă, iar fabrica Lolland-Falsters a fost vândută în 1989 către Usserød Bryggeri⁠(d).
În anii 1980 compania Faxe a realizate investiții semnificative în vânzări și marketing și în instalațiile de producție ale fabricii de bere, producând sortimente de bere și băuturi răcoritoare pentru piețele interne și externe. Printre străinii care au apreciat cel mai mult gustul berii Faxe Fad se află germanii și suedezii care au poreclit-o „Der grosse Däne”, respectiv „Den store dansken”, adică „Marele Danez”, care era numele pentru cutia de bere caracteristică de un litru a fabricii de bere.

### Fuziunea și investiții majore
Faxe Bryggeri a fuzionat în anul 1989 cu Jyske Bryggerier A/S (care deținea fabricile Ceres⁠(d), Urban⁠(d) și Thor⁠(d)), fiind formată astfel o nouă companie denumită Bryggerierne Faxe Jyske A/S, care a permis companiilor să continue fabricarea produselor lor emblematice. Numele companiei a fost schimbat în anul 1992 în Bryggerigruppen A/S și mai apoi, la 11 mai 2005, în urma unei politici de extindere și achiziții de participații la companii producătoare de băuturi din străinătate, în Royal Unibrew. La începutul anilor 2020 Royal Unibrew era a doua cea mai mare companie producătoare de bere din Danemarca, după Carlsberg Group, cu o cotă de piață de aproximativ 25%. Ea deține în prezent licența de producere și comercializare a mărcii de bere Heineken⁠(d) în Danemarca.
Exporturile fabricii de bere Faxe au crescut semnificativ la începutul anilor 1990, iar berea Faxe, îndeosebi sortimentul Faxe Premium lager, era vândută în anul 2015 în peste 60 de țări precum Germania, Suedia, Franța, Rusia, Țările Baltice și Italia. Fabrica Faxe Bryggeri a fost extinsă în anii 1997–1998 cu o nouă clădire de depozitare cu subsol, ce conține rezervoare care pot stoca până la 600.000 de litri, și o nouă linie de îmbuteliere în cutii, care poate îmbutelia 90.000 de cutii pe oră. În anul 1999 s-au investit 115 milioane de coroane daneze într-un depozit cu mai multe etaje, complet automatizat și prevăzut cu înaltă tehnologie, care conține spațiu pentru 18.500 de paleți. Faxe Bryggeri are, de asemenea, o producție semnificativă de băuturi răcoritoare și în 2006 a început să îmbutelieze marca proprie de apă minerală Egekilde⁠(d), ce fusese încheiat în 2001. după încetarea contractului de vânzare al Royal Unibrew pentru apa minerală suedeză Ramlösa⁠(d), ce fusese încheiat în 2001.
La începutul anilor 2020 fabrica de la Faxe folosea 4 milioane de metri cubi de gaz natural pe an, printre altele, pentru procese de producție care au loc la o temperatură de 140 de grade. Conducerea fabricii a depus eforturi pentru instalarea de pompe de căldură pentru a reduce consumul de gaz cu 30% în procesele cu temperatură scăzută și 13 hectare de panouri cu celule solare, care poate produce până la 13 megawați pe oră.

## Produse

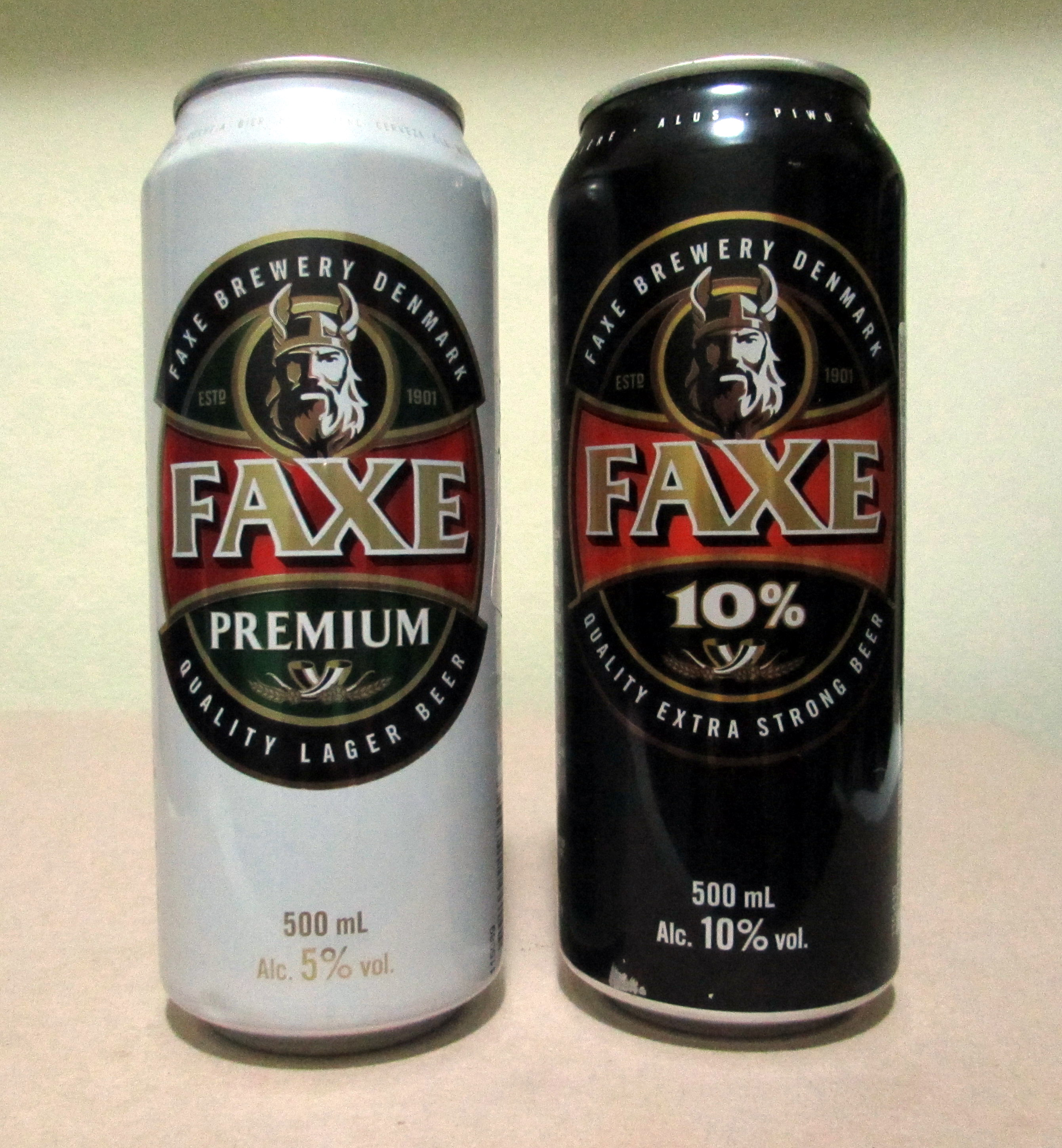
Două doze de Faxe: Premium și 10%.

Faxe Bryggeri produce, printre altele, următoarele băuturi:

### Sortimente de bere
- Faxe Premium, bere lager, cu un conținut de alcool de 5%[1]
- Faxe 10%, bere lager extra strong cu un conținut de alcool de 10%[1]
- Faxe Royal Strong, bere lager strong, cu un conținut de alcool de 8%
- Faxe Amber, bere lager, cu un conținut de alcool de 5,2%[1]
- Faxe Premium 0.0%, bere lager fără alcool
- Faxe IPA, pale ale⁠(d) amărui de India, cu un conținut de alcool de 5,7% vol.
- Faxe Red Erik, bere de fructe (bere roșie cu aromă de soc) strong, cu un conținut de alcool de 6,5%
- Faxe Stout, bere stout neagră, cu un conținut de alcool de 7,7%
- Faxe Royal Export⁠(d), bere lager, cu un conținut de alcool de 5,6%
- Heineken (sub licență)[7]

### Băuturi răcoritoare
- Faxe Kondi⁠(d)[7]
- Nikoline⁠(d)[7]
- Ceres Red Soda[7]
- Thor Passion[7]
- Albani Tonic Water[7]
- Egekilde⁠(d)[7]
- Faxe Kondi Booster
- Faxe Kondi Energy
- Faxe Soda
- Faxe Koral
- Pepsi (sub licență)[7]
- 7 Up (sub licență)[7]
- Mirinda (sub licență)[7]